# 日本青年団協議会
日本青年団協議会（にほんせいねんだんきょうぎかい）は、日本の青年組織「青年団」の全国組織である。略称は日青協（にっせいきょう）。地域の青年団の上位には道府県青年団連合があり、この団連合が更にまとまって本会を構成する。中央青少年団体連絡協議会に加盟。

## 概説
- 代表者 会長 照屋仁士（沖縄県）[1] 【2015年6月現在】
- 本部所在地 東京都港区虎ノ門3-23-6 秀和虎ノ門三丁目ビル4階（仮事務所）

## 結成までの経緯

### 第二次世界大戦以前
初の青年団全国組織結成は大正期に遡る。1925年（大正14年）、日本全国の青年団員拠金活動により建設された日本青年館の竣工に前後し大日本連合青年団が結成され、翌々年の1927年（昭和2年）には大日本連合女子青年団が結成された。ちなみに、この当時の「青年団（会）」は男性のみの組織であり、大日本連合女子青年団は日露戦争前後に日本全国に誕生した「処女会」「娘の会」などと呼ばれた未婚女子青年組織の連合組織として誕生した。
これらの組織は、青年の主体的運動によって生まれたというよりは、当時の内務省並びに文部省の主導の下、青年団を国家で管理するために生まれたという側面のほうが強い。
1939年（昭和14年）に大日本連合青年団は大日本青年団と組織を改め、名実ともに国による指導統制体となる。木炭増産報国運動や援農運動など盛んになりつつあった勤労動員の核にもなった。1940年（昭和15年）に各地で行われた紀元二千六百年の青年団動員大会では、動員令状を受けた団員が、団服、戦闘帽、巻脚絆で身を固めて中隊単位で行動するといった例も見られるなど統制色は強まった。
さらに1941年（昭和16年）1月16日に大日本青年団と大日本連合女子青年団は、大日本少年団連盟、帝国少年団協会とともに解体統合され、大日本青少年団として再編された。大日本青少年団は翌年の1942年（昭和17年）には閣議決定に基づき、大政翼賛会の傘下に入ることとなる。そして1945年（昭和20年）には大政翼賛会の解散に伴い大日本青少年団も解散され、国民義勇隊として再編される。

### 戦後
戦争が終結した1945年9月、文部省は「青少年団体ノ設置並ニ育成ニ関スル件」の次官通牒を発令、全国における青少年団体の再設置・育成を積極的に推奨した。また、戦地から引揚げてきた青年たちも戦争で荒廃した郷土の再建のため、地域において自主的に組織化されていった。この様な背景で、1946年（昭和21年）長野県において都道府県単位の青年団連合組織である長野県連合青年団が誕生したのを皮切りに、翌年1947年（昭和22年）までにほとんどの都道府県で連合青年団が結成された。これら都道府県の連合青年団は全国組織結成のため各県持ちまわりで断続的に会合を持ち、1947年には日青協の直接の前身である日本青年団体連絡協議会の規約が成立する。
一方、かつての「大日本青年団」の復活を警戒していた連合国軍最高司令官総司令部（GHQ）も米ソ冷戦構造の流れの中で、反共産主義団体育成という観点から青年団の全国組織結成に肯定的な立場を取るようになる。このため、GHQ民間情報教育局（CIE）から「組織には共産主義的な傾向を有するものを加盟させないこと」という通達が出されるが、最終的に「全体主義的な傾向を有しないこと」という点を加盟条件に加えることによって折り合いをつけた。
かくして、1951年（昭和26年）1月、佐賀県で開催された日本青年団体連絡協議会臨時大会において日本青年団協議会規約案が可決、次いで同年5月、規約に基づいて第一回理事会が愛知県名古屋市で開催、5月5日に金星豊治会長以下執行部を選出して日本青年団協議会が正式に発足した。なお、発足当初は47都道府県中24府県の連合青年団が加盟した。
青年団の全国組織結成の過程において戦前と戦後で決定的に違うのは、行政当局の干渉を排除し、あくまでも青年自身の自主性における、青年主導の組織を作ろうとしたという点である。戦前の全国組織はトップに大臣や軍高官を据え、役員は内務省や文部省の官僚や軍人が占めていたが、新しい組織の役員は全て現役の青年団員から選ばれた。そして、戦前の全国組織は国の方針を地域に反映させるための「上意下達」型の組織であったが、新しい組織では「日青協はあくまでも単位団（地域青年団）のサービス機関であり、利益擁護機関であり、日青協は決して上部機関ではない」事が第一回大会で確認されている。
近隣国の青年団体との交流
結成直後の1954年、日青協代表団が日中国交正常化前の中国を訪問し、中国青年との交流を開始。1956年には第1回代表団を派遣し、以後中華全国青年連合会との定期交流を続けている。
南北分断状態の朝鮮半島2国（韓国・北朝鮮）の青年組織とも交流を進めており、日本と国交がない北朝鮮の金日成社会主義青年同盟とも定期交流を続けているという。

## 組織構成

### 加盟団体
日本青年団協議会は全国都道府県の連合青年団組織によって構成されている。ただし現在は東京都においては連合青年団組織がないため、これら加盟団は「道府県団」と呼称されている。
したがって、町内会・自治会単位で組織された青年団、市町村内の公民館または小・中学校の学区単位で組織された青年団、市町村単位で組織された青年団、もしくは郡単位の連合組織は単体では加盟できない。（※「青年団」の「体系・組織形態」の項を参照）
加盟団の条件としては、規約により以下の条件を具備していなければならない。
- 政党宗派に偏しないこと。
- 民主的な運営がなされていること。
- 会費（2007年度現在、一加盟団当たり30万円）を納入すること。

なお、規約には謳っていないが、加盟団は都道府県あたり一組織が原則である。
※ たびたび日本青年団協議会は【日青協からの声明】を発表するが、日本青年団協議会常任理事会としての発表が主であり、その内容は加盟団である道府県団に事前に通告されることはない。このことで、各加盟団も含む声明であると誤解を招く行為であることが懸念されている。

### 執行部
加盟団の代表2名からなる理事の互選によって、会長1名、副会長4名、常任理事11名、監事3名を選出し、これに会長が任命する事務局長1名を加えて役員とし、執行部を形成する。任期は一年。なお、副会長は4名のうち男女各1名以上、常任理事は11名のうち男女4名以上という規定があり、副会長・常任理事が全員男性もしくは女性ということにはならないようになっている。

### 会議
最高の決議機関として大会が年一回、通常は5月4日から5日にかけて日本青年館において開催される。この大会は特に「定期大会」と呼ばれている。大会には執行部のほか、代議員と呼ばれる各加盟団6名（男女各2名以上）の代表が参加する。
また、年二回以上、執行部と理事による理事会が開催される。
この他、執行部による常任理事会、また規約には謳っていないが、会長、副会長、事務局長からなる三役会が適宜開催されている。
前述の会費を納入できない加盟団は、会議にオブザーバー参加して意見を述べることはできるが、採決には参加できない。

### 財源
主な財源は加盟団からの拠出金（会費）である。他には、日本青年館からの奨励金、事業収入、寄付金他からなる。ただし、全国青年大会については別会計となっている。

## 事業
主な事業として、全国青年大会と全国青年問題研究集会が挙げられる（事業の内容についてはそれぞれの項を参照）。この他の事業としては、広島や長崎の平和祈念式典に合せて現地で開催される「青年団平和集会」、全国地域婦人団体連絡協議会との共催の「北方領土全国婦人・青年交流集会」、地域青年団リーダーを対象に開催される「活動家研修集会」（名称はテーマなどの違いにより毎年異なる）など、主に学習活動を中心に事業を展開している。
また、中国の沙漠化地帯において植林活動をする「植林訪中団」の派遣も1992年より行っている。

## 機関紙

### 概要
日本青年団協議会では機関紙として月一回「日本青年団新聞」を発行している。一部200円。ただし、年間購読や団体購読による割引がある。
「日本青年団新聞」は加盟団を通じて配布されるほか、購読者に直接郵送される。
1991年（平成3年）よりウィリータイムズという愛称が使われ、タイトルも「Willy Times」と表記されていたが、2007年5月1日発行号より本来の名称である「日本青年団新聞」としている。

### 変遷
- 日青協結成の1951年（昭和26年）、以前から日本青年館が発行していた「日青ニュース」を機関紙として引き継ぎ発行したのが始まりである。当時の形態は月刊でタブロイド版4ページ。全国の青年団員に無料で配布された。なお現在の紙面からも確認できるが、第三種郵便物認可が日青協結成以前の1916年（大正5年）になっているのは、「日青ニュース」の頃に既に認可申請をしていたためである。
- 1957年（昭和32年）、タブロイド版の旬刊発行に切り替えられる。
- 1959年（昭和34年）、機関紙名が「日青ニュース」から現在の名前に改められる。
- 1960年（昭和35年）、旬刊発行から月刊発行に切り替えられる。
- 1963年（昭和38年）、構成をB5判8ページに改める。
- 1968年（昭和43年）、構成をタブロイド版8ページに改め、以降この構成が定着する。また、この年より財源確保のため広告掲載が始まる。
- 1970年（昭和45年）、団員への無料配布をやめる。また、これまで発行者が負担していた郵送料を購読者に実費負担させるようになる。
- 1985年（昭和60年）、これまで各加盟団が一律最低500部を買い取っていた制度を廃止。
- 2007年（平成19年）、構成をA4判8ページに変更し、さらにこれまで縦組みだったレイアウトを横組みに改める。
- 2016年（平成28年）、毎月発行を隔月発行に変更。

## 関連団体
- 農山漁村部の青年団の全国組織である日青協に対し、都市系青年団体の全国組織に日本都市青年会議（日都青）がある。
- 日青協は北方領土の返還運動に取り組んでいる民間団体の全国組織である北方領土返還要求運動連絡協議会（北連協）の議長団体になっており、日青協の会長は毎年2月7日の北方領土の日に開催されている「北方領土返還要求全国大会」の実行委員長を務めている。

## 歴代会長
※カッコ内は出身。
- 金星豊治（大阪府）
- 二宮尊徳（大分県）
- 栗林彦衛（茨城県）
- 辻一彦（福井県）
- 福本春男（香川県）
- 佐々木栄造（青森県）
- 真野昭一（愛知県）
- 杉山金市郎（栃木県）
- 大西末廣（香川県）
- 古屋脩則（山梨県）
- 矢野茂文（徳島県）
- 吉田利昭（北海道）
- 成沢勇記（山梨県）
- 高橋成雄（山形県）
- 榎信晴（奈良県）

- 谷川實（香川県）
- 東政徳（長崎県）
- 杉本美智夫（兵庫県）
- 萩森良房（愛媛県）
- 柳本嘉昭（山梨県）
- 西井勇（三重県）
- 前川和昭（香川県）
- 城吉信（宮崎県）
- 小野寺喜一郎（山形県）
- 西井道泰（北海道）
- 星野雅春（愛知県）
- 青木幹雄（福井県）
- 圷健男（茨城県）
- 西沖和己（鳥取県）
- 加藤義弘（宮城県）

- 久保田満宏（富山県）
- 東和文（熊本県）
- 松浦利明（岩手県）
- 岡下進一（香川県）
- 本田徹（北海道）
- 吉田恵三（福島県）
- 山中ちあき（北海道）
- 立道斉（高知）
- 照屋仁士（沖縄県） 【2015年6月現在】